# Pomnik Katyński w Łodzi
Pomnik Katyński w Łodzi – pierwszy w Polsce pomnik upamiętniający ofiary zbrodni katyńskiej stojący na otwartej przestrzeni miejskiej, położony na Placu Ofiar Zbrodni Katyńskiej przy ul. Łąkowej w pobliżu kościoła Matki Boskiej Zwycięskiej w Łodzi, odsłonięty 16 września 1990 roku.

## Forma pomnika
Na monumencie, mającym postać czworobocznego słupa wykonanego z granitu, znajduje się godło Polski i napis:

Katyń 1940. Pomordowanym z Kozielska, Ostaszkowa, Starobielska i innych obozów.

## Historia i uroczystości
Uroczystość wmurowania aktu erekcyjnego pomnika odbyła się 15 sierpnia 1990 roku. Monument, zbudowany ze składek społecznych i zaprojektowany przez artystę rzeźbiarza Włodzimierza Ciesielskiego z Akademii Sztuk Pięknych w Łodzi, odsłonięto 16 września 1990 roku. Poświęcenia pomnika dokonał biskup łódzki Władysław Ziółek w asyście ks. Zdzisława Peszkowskiego oraz duchownych wyznań ewangelickiego, prawosławnego i judaistycznego.
W latach 1995 i 2000,  w 55. i 60. rocznicę zbrodni katyńskiej, przy pomniku odsłonięto i poświęcono tablice epitafijne poświęcone ok. 400 ofiarom zbrodni katyńskiej spośród rodzin członków Stowarzyszenia Rodzina Katyńska w Łodzi. W 2006 roku miejsce, w którym stoi pomnik, otrzymało nazwę Placu Ofiar Zbrodni Katyńskiej.
Przed pomnikiem odbywają się uroczystości związane z Dniem Pamięci Ofiar Zbrodni Katyńskiej (13 kwietnia), Świętem Wojska Polskiego (15 sierpnia) i rocznicą agresji ZSRR na Polskę w 1939 roku (17 września). Uczestniczą w nich mieszkańcy Łodzi, przedstawiciele władz miejskich i samorządowych, Wojska Polskiego, Policji Państwowej, Straży Pożarnej i Służby Więziennej, a także harcerze i młodzież szkolna.